# 1948年サンモリッツオリンピック
1948年サンモリッツオリンピック（1948ねんサンモリッツオリンピック）は、1948年1月30日から2月8日まで、スイスのサンモリッツで行われた冬季オリンピックである。サンモリッツ1948（St. Moritz 1948）と呼称される。1940年・1944年は第二次世界大戦の影響により中止となったため、1936年ガルミッシュ・パルテンキルヘンオリンピック以来12年ぶりの大会であった。

## 開催地選定
- 1946年9月6日、スイスのローザンヌで開催された第40回IOC総会で開催地が選ばれたが、1948年の大会開催まで僅か1年半も残されていない状況下での決定のため、既存の施設を活用できる直近の冬季オリンピック開催地のうち、大会参加資格のない（後述）1936年大会開催地のガルミッシュ・パルテンキルヘン（ドイツ）を除き、1928年大会開催地のサンモリッツと、1932年大会開催地のレークプラシッド（アメリカ合衆国）の2候補地から、スイスが第二次世界大戦において中立国であった一方、アメリカが交戦当事国であったことなども考慮してサンモリッツが開催地に選ばれた。
- 先述の通り、サンモリッツでは1928年大会以来20年ぶり2度目の開催で、冬季オリンピック史上初めて同一開催都市で2度目の開催となった大会であり、夏季オリンピックを含めてもパリ（フランス・1900年・1924年）に次ぎオリンピック史上2度目であった。

## ハイライト
- 4種目、22競技に約670人の選手が参加した。
- 公開競技として「ミリタリー・パトロール」と「冬季五種競技」が開催された。前者はその後バイアスロンと名称を変え2022年大会時点でも正式種目となっているが、クロスカントリースキー・滑降・射撃・フェンシング・馬術の5種目で争われた冬季五種競技は同大会のみの開催に終わった。
- 第二次世界大戦の敗戦国（枢軸国）でもある日本とドイツの参加が認められなかった。ただし、大戦中ドイツに併合されていたオーストリアは、1948年の時点では連合軍に占領されていたが「ドイツに侵略されていた国」としての扱いでオーストリアの参加が認められ、イタリアだけは戦争中に政権が交代し、連合国に降伏していたことを理由にイタリアの参加が認められた。同様に敗戦国だったフィンランドもナチス・ドイツ降伏前に休戦へ漕ぎ着けたことから不問とされ参加している。一方、ソ連チームは不参加であったが実際にソ連の選手が参加した場合どの程度の成功を収めたかを検証するため、10名ほどの代表団を送っている。
- アメリカが2つのアイスホッケーチームを派遣したことから大問題となった。
- 第二次世界大戦後のため資源や道具の乏しい国も多く、ノルウェーチームだけはスキー用具を持参することが出来ず、アメリカチームから借用した。

## 実施競技と日程
| 日付                     | 日付                     | 30 | 31 | 01 | 02 | 03 | 04 | 05 | 06 | 07 | 08 |
| ------------------------ | ------------------------ | -- | -- | -- | -- | -- | -- | -- | -- | -- | -- |
| 開・閉会式               | 開・閉会式               | •  |    |    |    |    |    |    |    |    | •  |
| スキー                   | アルペンスキー           |    |    |    | •  |    | •  |    |    |    |    |
| スキー                   | クロスカントリースキー   |    | •  |    |    | •  |    |    | •  |    |    |
| スキー                   | スキージャンプ           |    |    |    |    |    |    |    |    | •  |    |
| スキー                   | ノルディック複合         |    | •  | •  |    |    |    |    |    |    |    |
| スケート                 | スピードスケート         |    | •  | •  | •  | •  |    |    |    |    |    |
| スケート                 | フィギュアスケート       |    |    |    | •  | •  |    | •  | •  | •  |    |
| ボブスレー               | ボブスレー               | •  | •  |    |    |    |    |    | •  | •  |    |
| ボブスレー               | スケルトン               |    |    |    |    | •  |    | •  |    |    |    |
| アイスホッケー           | アイスホッケー           | •  | •  | •  | •  | •  | •  | •  | •  | •  | •  |
| バイアスロン（公開競技） | バイアスロン（公開競技） |    |    |    |    |    |    |    |    |    | •  |
| 冬季五種競技（公開競技） | 冬季五種競技（公開競技） |    | •  | •  | •  | •  | •  |    |    |    |    |

## 各国の獲得メダル
| 順 | 国・地域         | 金 | 銀 | 銅 | 計 |
| -- | ---------------- | -- | -- | -- | -- |
| 1  | ノルウェー       | 4  | 3  | 3  | 10 |
| 1  | スウェーデン     | 4  | 3  | 3  | 10 |
| 3  | スイス（開催国） | 3  | 4  | 3  | 10 |
| 4  | アメリカ合衆国   | 3  | 4  | 2  | 9  |
| 5  | フランス         | 2  | 1  | 2  | 5  |
| 6  | カナダ           | 2  | 0  | 1  | 3  |
| 7  | オーストリア     | 1  | 3  | 4  | 8  |
| 8  | フィンランド     | 1  | 3  | 2  | 6  |
| 9  | ベルギー         | 1  | 1  | 0  | 2  |
| 10 | イタリア         | 1  | 0  | 0  | 1  |